# Англо-Аро війна
Англо-Аро війна (1901-1902) — збройний конфлікт між Конфедерацією Аро, нині це територія Східної області Нігерії, і Британською імперією. Війна почалася після збільшення напруженості між лідерами Аро та британськими колонізаторами після декількох років невдалих переговорів.

## Причини війни
Вплив Конфедерації Аро, поширювався на Східну Нігерію та за її межі, в останні десятиліття XIX століття було оскаржено за рахунок проникнення британців в глибинні райони. Аро і їх союзники чинили опір проникненню, яке загрожувало їх культури, впливу та суверенітету.

Сер Ральф Мур, Верховний комісар протекторату узбережжя Нігера заявив наступні причини війни:
Щоб скасувати работоргівлю, яка таємно велася на всій території, що належить Аро, скасувати культ оракула Аро, відомого як оракул Ібіні Укпабі (Лон Джі-Джу), який своїми забобонами і шахрайством приносить багато бід племенам, які постійно звертаються до нього. І, нарешті, встановити на всіх цих територіях ринок вільної праці, щоб зайняти місце рабства

## Опір Аро
Лідери Аро знали, що британське проникнення зруйнувало б їх економічне панування у глибинних районах федерації. Вони також виступали проти релігії британців (християнство), яке загрожувало релігійному впливу їх оракула Ібіні Укпабі. З 1890-х років Аро здійснювали набіги і вторгнення з метою підриву британського проникнення. У той час як британці готувалися до вторгнення в Арочукву у листопаді 1901 року, Аро почали свій останній великий наступ, запобігши «Експедиції Аро» британських військ. Сили Аро на чолі з Окорі Тоті напали на Обегу (британського союзника), в результаті 400 осіб загинуло. Ця атака прискорила британську підготовку до наступу.

## Експедиція Аро

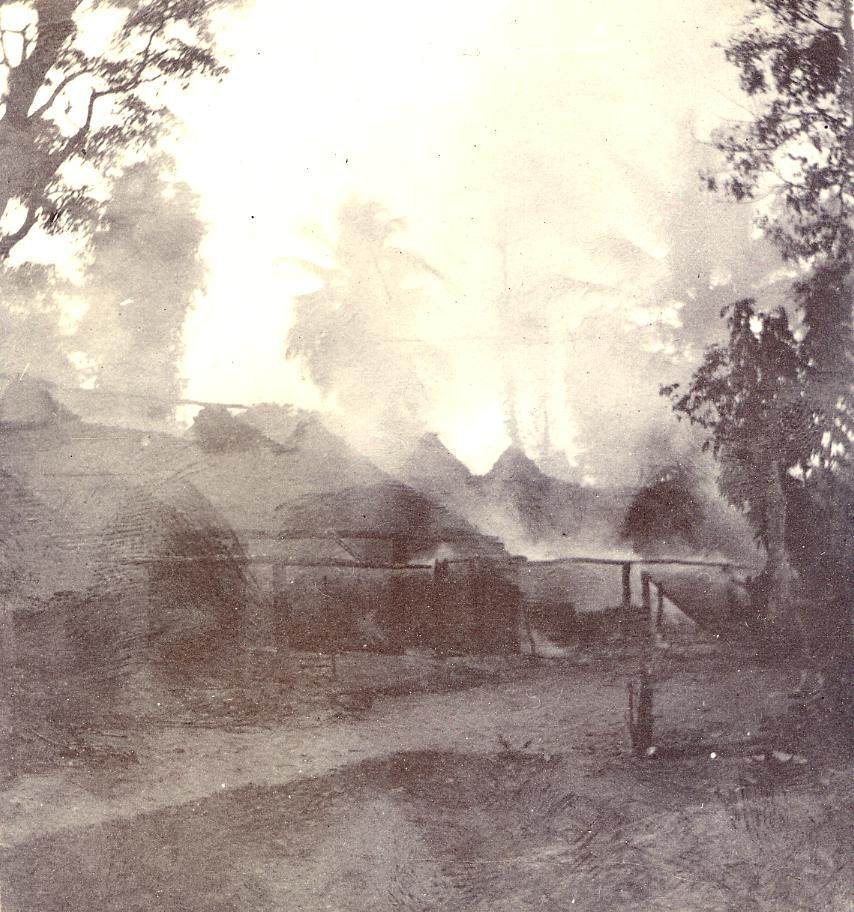
Спалення Арочукву

Сер Ральф Мур і Королівська Нігерська компанія планували напад на Конфедерацію Аро і оракула Ібіні Укпабі на вересень 1899 році, але через відсутність необхідної живої сили виступ було відкладено до листопада 1901 року. 28 листопада підполковник Р. Ф. Монтанаро повів 87 офіцерів, 1550 солдатів і 2100 носильників з чотирьох напрямків на Арочукву з Огута, Аквете, Анвуна і Іту для боротьби з повстанцями. Як і очікувалося, Аро сильно опиралися на всіх напрямках, хоча їм бракувало сучасної зброї. Тим не менш, Арочукву було захоплено 28 грудня після чотирьох днів запеклих боїв в місті і його околицях. В результаті захоплення міста Ібіні Укпабі, за деякими даними, підірвали. Битви між британськими військами і силами Аро тривали до весни 1902 року, коли Аро зазнали поразки в останній великій битві на Абіа Бенді. «Експедиція Аро» закінчилася через три тижні.

## Результати війни
Деякі з лідерів Аро, як Окорі Тоті, були арештовані, віддані суду і повішені. Конфедерація Аро була зруйнована, а Езе Кану Окоро (король Арочукву) пішов у підпілля, але пізніше був заарештований. Хоча панування Аро звалилося в березні 1902, багато членів конфедерації племен взяли участь у більш пізніх рухах опору проти британців в регіоні, наприклад, у Афікпо (1902-1903), Езза (1905) та інших областях, де була особливо значна присутність Аро. Ураження Аро допомогло британцям в їх імперських інтересах подолання серйозного опору британському проникненню в Ігболенд, однак, очевидно, що опір не закінчився з закінченням Англо-Аро війни. У наступні роки британцям доводилося мати справу з багатьма іншими конфліктами і війнами в різних частинах Ігболенда, такими як конфлікт у Нрі (1905-1911), війни Екімеку (1883-1914), війни жінок Ігбо (1929) та ін.

## Основні битви
- Битви в області Огута /Оверрі (листопад 1901)
- Битва в Арочукву (грудень 1901)
- Битва Есу Іту (грудень 1901)
- Битва в Едімма (січень 1902)
- Битва Ікотобо (січень 1902 р.)
- Битва Ікородака (лютий 1902 р.)
- Битва в Бенді (березень 1902)